# Funny How Sweet Co-Co Can Be
Funny How Sweet Co-Co Can Be – debiutancki album brytyjskiej grupy The Sweet z 1971 roku.

## Lista utworów
W nawiasach podano nazwiska kompozytorów.
| 1.  | Co-Co (Chinn, Chapman)                                                   | 3:14  |
|     |                                                                          |       |
| 2.  | Chop Chop (Chinn, Chapman)                                               | 3:00  |
|     |                                                                          |       |
| 3.  | Reflections (Holland, Dozier)                                            | 2:52  |
|     |                                                                          |       |
| 4.  | Honeysuckle Love (Brian Connolly, Andy Scott, Steve Priest, Mick Tucker) | 2:55  |
|     |                                                                          |       |
| 5.  | Santa Monica Sunshine (Chinn-Chapman)                                    | 3:20  |
|     |                                                                          |       |
| 6.  | Daydream (Sebastian)                                                     | 3:13  |
|     |                                                                          |       |
| 7.  | Funny Funny (Chinn, Chapman)                                             | 2:46  |
|     |                                                                          |       |
| 8.  | Tom Tom Turnaround (Chinn, Chapman)                                      | 4:07  |
|     |                                                                          |       |
| 9.  | Jeanie (Connolly, Scott, Priest, Tucker)                                 | 2:58  |
|     |                                                                          |       |
| 10. | Sunny Sleeps Late (Chinn, Chapman)                                       | 2:58  |
|     |                                                                          |       |
| 11. | Spotlight (Connolly, Scott, Priest, Tucker)                              | 2:47  |
|     |                                                                          |       |
| 12. | Done Me Wrong All Right (Connolly, Tucker, Priest, Scott)                | 2:57  |
|     |                                                                          |       |
|     |                                                                          | 37:07 |
|     |                                                                          |       |

## Twórcy
- Brian Connolly – wokal, tamburyno
- Andy Scott – gitara elektryczna i akustyczna, chórek
- Steve Priest – gitara basowa, drugi wokal, chórek
- Mick Tucker – instrumenty perkusyjne, chórek